# Украинская литература
Украинская литература (укр. Українська література) — литература, написанная на украинском языке. В ряде случаев к украинской литературе также относятся произведения украинских авторов, написанные на других языках.

## Средние века

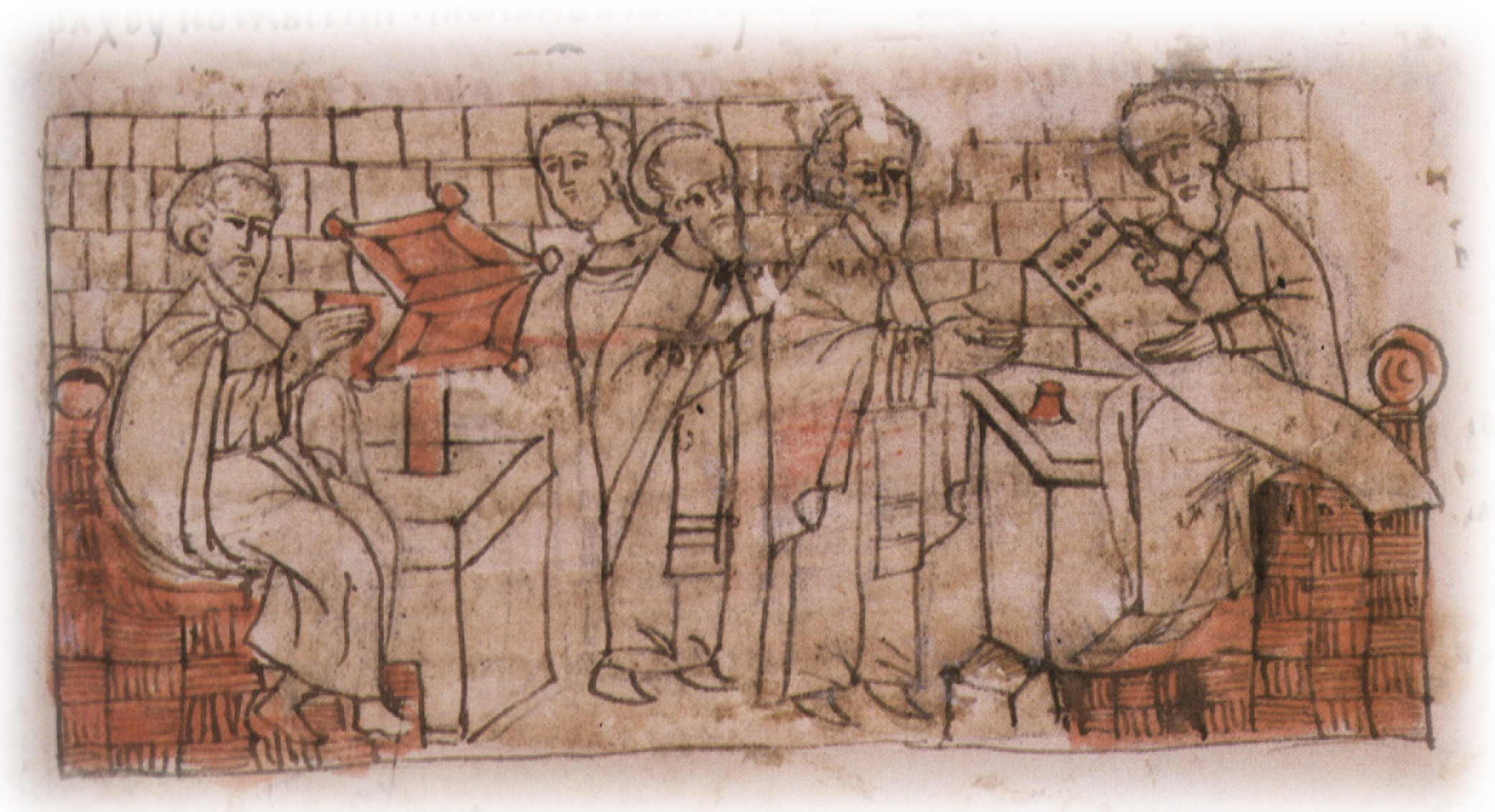
Книгописная мастерская при Софийском соборе. Миниатюра к описанию событий 1037 года из Радзивилловской летописи, конец XV века

Начало истории украинской литературы относится к периоду Киевской Руси, общему для украинской, русской и белорусской литературы.
Литературная традиция Руси была тесно связана с византийской и болгарской литературными традициями. Она являлась частью Slavia Orthodoxa, литературной общности православных славян, существовавшей с IX века до начала Нового времени в условиях единой языковой среды (церковнославянский язык, его изводы, а также близкие к ним национальные литературные языки) и имевшей единый литературный фонд.

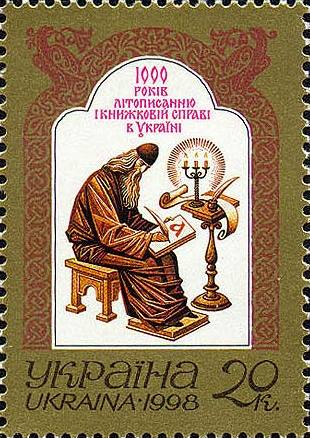
«1000 лет летописанию и книжному делу Украины», почтовая марка Украины, 1998

Литература средневековой Руси характерна аскетической христианской направленностью. Русь усваивала аскетическую византийскую традицию и не приобщалась к столичной константинопольской культуре, воспринимала только собственно христианскую литературу, исключая античную, имевшую широкое распространение в Византии. Одна из причин этого заключается в том, что схожая ситуацию уже была создана в южнославянской литературе, ставшей для русской образцом. Античное наследие, ставшее в Византии основой светской образованности, воспринималось на Руси как языческое, а потому вредное для человеческой души и не имеющее культурной ценности.
Литература Руси решала преимущественно внелитературные задачи. Важнейший принцип средневековой культуры «imitatio» (подражание, уподобление) предполагал, что благодатные дары приобретаются на пути приобщения к образцам, в том числе словесным. Поэтому главной задачей книжников виделось спасение души. Почти весь корпус известной литературы имел богословскую и религиозно-учительную направленность, включая летописные памятники. Такой тип православной литературы, как «че́тьи сборники» предназначался для того, чтобы сформировать у читателя навыки христианского служения. История, записанная в летописях, воспринимались в первую очередь как реализация Божьего промысла. Такой подход не предполагал вымысла, художественной фикции. Особняком среди сохранившихся произведений стоит «Слово о полку Игореве».

## Новое время

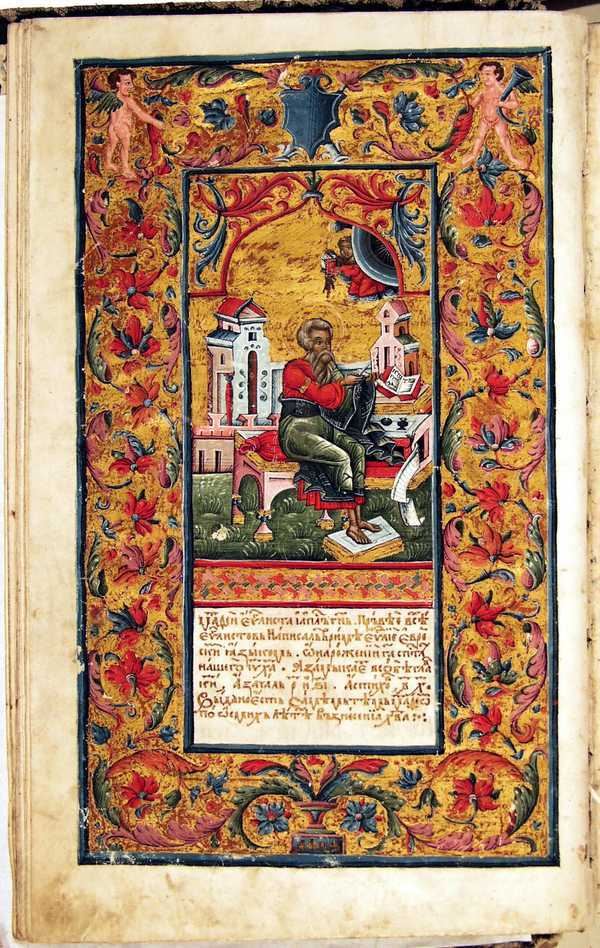
Миниатюра с изображением евангелиста Матфея. Пересопницкое Евангелие, 1556—1561

В украинских и белорусских землях в XVI—XVII веках происходил литературный подъём. Европейская культура воспринималась Москвой через посредство Польши и Литвы. Московские идеологические течения XVII века представляют собой разные варианты отношения к западнорусской культуре, от категорического отвержения до заимствования в качестве идеальной модели. Препятствием для литературного обмена было то, что в западнорусской литературе на равных правах с церковнославянским языком существовала проста мова, тогда как в России единственным литературным языком продолжал считаться церковнославянский. Длительное время в России отказывались признавать, что украинские и белорусские произведения являются другой литературой на другом языке, рассматривая их языковую форму как испорченную разновидность церковнославянского. По этой причине различия в языке могли воспринимаится как еретические заблуждения, что произошло, в частности, в отношении «Катехизиса» Лаврентия Зизания или «Учительного Евангелия» Кирилла Транквиллиона. Представление о западнорусской письменности как испорченной временем церковнославянской было в России очень устойчивым. Неприятие западнорусской литературы было связано и с развитием национальной специфики московской культуры. Греческая традиция не отделялась от западнорусской. Последнюю считал чуждой русскому православию протопоп Аввакум Петров, не делая различия между представителями греческого и латинского направления, Епифанием Славинецким и Симеоном Полоцким.

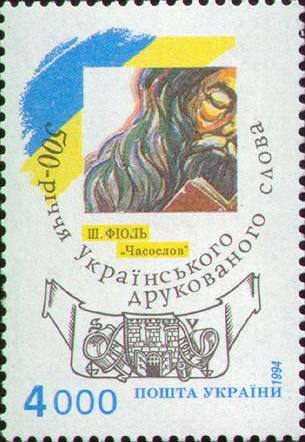
«500-летие украинского печатного слова („Октоих“, „Триодь цветная“, „Триодь постная“ и „Часослов“ Ш. Фиоля)», почтовая марка Украины, 1994

Тем не менее, ряд московских авторов переводили книги, написанные на простой мове. Произведения нескольких западнорусских авторов имели нормообразующее значение для истории московской литературы («Грамматика» Мелетия Смотрицкого, «Синопсис» Иннокентия Гизеля), труды нрекоторых тесно связаны московской письменностью (Лаврентий Зизаний, Николай Дилецкий, Варлаам Ясинский).
Самобытным явлением являются полемические произведения Ивана Вишенского, Мелетия Смотрицкого, из литературы периода барокко примечательно творчество, в особенности драматургию, Феофана Прокоповича. Вершина давней украинской литературы периода барокко — творчество поэта и философа Григория Сковороды (1722—1794). Он путешествовал по территории современной Украины и странам Центральной Европы, чтобы поближе узнать людей. Сквозной для философии Григория Сковороды была проблема счастья, которая мыслилась им через раскрытие божественной сущности человека, выявление таланта, заложенной в неё Богом, обеспечивающий работу по призванию. Слова философа «Мир ловил меня, но не поймал», которые он завещал отчеканить на своей могиле, стали ещё одним свидетельством преданности Григория Сковороды духовной жизни перед земными суетностью и суетою.

## Формирование новой украинской литературы
В конце XVIII века бурлескно-травестийная поэма Ивана Котляревского «Энеида» знаменовала появление новейшего литературного украинского языка и начало современной украинской литературы. Это произведение вобрало в себя жемчужины украинского юмора, отразило яркий народный быт. Юмористический и сатирический тон произведений Котляревского был подхвачен другими писателями, прежде всего членами так называемого харьковского кружка (Пётр Гулак-Артемовский, Евгений Гребёнка). К харьковскому кружку принадлежал также Григорий Квитка-Основьяненко — основоположник украинской художественной прозы, который прервал традицию использования украинского языка только в комических жанрах, обращаясь в произведениях к сентиментально-любовной тематике.

## XIX век
XIX век — эпоха становления национального самосознания. Поэтический сборник «Кобзарь» Тараса Шевченко, который вышел в 1840 году, по мнению Юрия Луцкого фактически стал провозглашением литературной и интеллектуальной независимости украинцев. Творчество Тараса Шевченко определило на десятилетия вперёд дальнейшее развитие украинской литературы — не только поэзии, но и прозы и драматургии. Шевченковская поэзия стала важным этапом в развитии украинского литературного языка. Шевченко продолжил процесс его формирования, начатый ещё его предшественниками (Ивана Котляревский, Григорий Квитка-Основьяненко, поэты-романтики и др.), осуществив её синтез с живым народным языком и обогатив изобразительные возможности украинского художественного слова. Имя Тараса Шевченко стало символом украинской культуры в мире.
Литературный процесс второй половины XIX века формировался под влиянием творчества целой плеяды талантливых писателей — Ивана Франко, Леси Украинки, Михаила Коцюбинского, Ивана Нечуй-Левицкого, Марко Вовчок, Панаса Мирного, Ольги Кобылянской, Бориса Гринченко и др. Для литературы того времени характерны разнообразие художественных направлений и индивидуальных стилей писательства, использование различных жанров — от эпических романов и повестей к новеллам, фельетонам, рассказам и т. п. Значительная часть писателей этой эпохи вела активную политическую и просветительскую деятельность.
Примером универсальной личности в истории не только украинского, но и мировой культуры является фигура Ивана Франко — поэта, прозаика, драматурга, журналиста, литературного критика, теоретика и переводчика. Творческий задел Ивана Франко поражает своей необъятностью (более 50 томов). Писатель одним из первых начал переводить произведения мировой литературы на украинский язык (Гёте, Генрих Гейне, Байрон).
С появлением на рубеже веков нового поколения авторов украинская литература испытывает влияния европейского модернизма. Наиболее ярко этот подход сказался на творчестве двух ведущих литературных деятелей этого периода — поэтессы Леси Украинки и прозаика Михаила Коцюбинского.
Леся Украинка обогатила украинскую литературу образами мировой литературы и сюжетами из истории, мифологии различных эпох и различных народов мира. Наряду с собственным поэтическим творчеством Леся Украинка занималась переводами. Ей принадлежат замечательные переводы из произведений Гомера, Генриха Гейне, Шекспира, Байрона, Виктора Гюго, египетских и итальянских народных песен, индийский эпос.
Михаил Коцюбинский — автор получившей мировую известность повести «Тени забытых предков», в которой реалистичность в описании крестьянского быта гуцулов сочетается с поэтическим восприятием жизни.
| Иван Котляревский (1769—1838) | Тарас Шевченко (1814—1861) | Иван Франко (1856—1916) | Михаил Коцюбинский (1864—1913) | Леся Украинка (1871—1913) |
| ----------------------------- | -------------------------- | ----------------------- | ------------------------------ | ------------------------- |
|                               |                            |                         |                                |                           |

## Советский период
После революции литературный процесс отличался особым драматизмом и сложностью на Украине, как и во всём СССР. С одной стороны украинская литература в это время получила поддержку государства и переживала невиданный расцвет. На богатой литературной палитре сосуществовали различные художественные школы, стили и направления — от радикального пролеткультовства, теоретики которого пропагандировали создание «лабораторным путём» «чисто пролетарской культуры» (Василий Эллан-Блакитный, Игнат Михайличенко, Микола Хвылевой) до футуризма с одной стороны (Михаил Семенко) и неоклассицизма, представители которого ориентировались на создание высокого гармоничного искусства на основе освоения классических образцов мировой литературы, с другой (группа неоклассиков во главе с Николаем Зеровым).
Однако многие представители этой волны украинского возрождения погибли в ходе советских репрессий. В 1938—1954 годах были репрессированы около 240 украинских писателей, хотя многие из них были сторонниками советской власти, воевали за неё, состоялись как писатели уже после революции (Иван Микитенко, Николай Кулиш). Некоторые из них были расстреляны, некоторые так и умерли в заключении, судьба некоторых из них после арестов так и осталась неизвестной. Подвергался аресту и признанный советской властью поэт Максим Рыльский, 10 лет провёл в лагерях по обвинению в участии в мифической Украинской военной организации Остап Вишня, были расстреляны Григорий Косынка, Николай Зеров, Николай Кулиш, Евгений Плужник, Михаил Семенко. Покончил жизнь самоубийством Микола Хвылевый, который пытался спасти многих товарищей. Оказался под запретом и экспериментальный театр «Березиль», а его руководитель — всемирно известный режиссёр Лесь Курбас — был арестован и расстрелян.
Несмотря на жёсткие рамки господствующего в советский период стиля социалистического реализма, украинским писателям удалось создавать литературу, которая не потеряла своей актуальности и сегодня. Это, прежде всего, произведения Павла Тычины, Максима Рыльского, Владимира Сосюры, Александра Довженко, Александра Гончара и других.
В 1960-е годы благодаря хрущёвской оттепели и определенной либерализации общественно-политической жизни на Украине зародилося мощное художественное движение, представители которого впоследствии получили название «шестидесятников». «Шестидесятники» искали новые формы творчества, новое осмысление национального опыта в рамках тоталитарной системы. К этому поколению принадлежали Василий Стус, Лина Костенко, Василий Симоненко, Григорий Тютюнник, Дмитрий Павлычко, Иван Драч и другие. Активная гражданская позиция привела В. Стуса, как и многих других его коллег по перу, в ряды «диссидентской» интеллигенции, что, в свою очередь, вылилось в аресты и ссылки. В 1970-х годах прокатилась новая волна массовых арестов украинской интеллигенции, многие ведущие писатели были осуждены за «антисоветскую агитацию». Некоторые из них были реабилитированы (в том числе посмертно) в начале 1990-х годов.